# Pedra da Eloquência

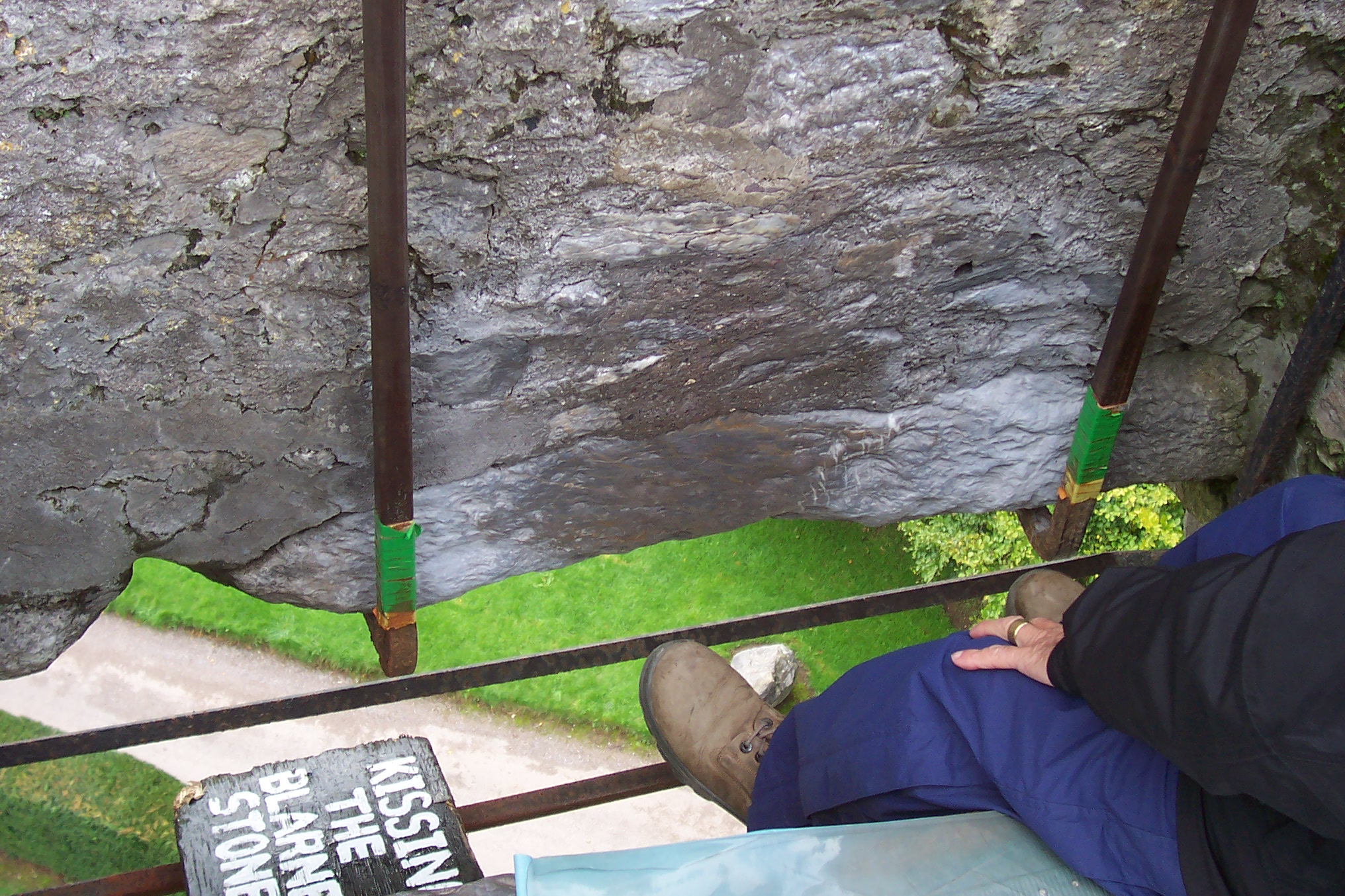
A Pedra da Eloquência (ou de Blarney)

A Pedra da Eloquência ou Pedra de Blarney (em irlandês:  Cloch na Blarnan) é um bloco de pedra calcária carbonífera colocada em meio à ameia do Castelo de Blarney, na localidade de mesmo nome, a aproximadamente 8 quilômetros (5 mi) de Cork, Irlanda. De acordo com a lenda, beijar a pedra dá àquele que o faz o dom denominado "the gift of the gab" (i.é., grande eloquência ou habilidade na conversação). A pedra foi colocada na torre do castelo em 1446. O castelo tornou-se uma atração turística muito popular na Irlanda, atraindo visitantes de todo o mundo dispostos a beijar a pedra e passear pelo castelo e pelos seus jardins.
O termo blarney veio a significar "conversa inteligente, lisonjeira ou convincente". O político irlandês John O'Connor Power assim definiu: "Blarney é algo mais que mera lisonja. É a lisonja adoçada pelo humor e temperada pela perspicácia. Aqueles que lidam com o povo irlandês têm muitos exemplos em sua experiência diária." Letitia Elizabeth Landon também descreveu seu significado contemporâneo em um artigo intitulado "Blarney Castle" em 1832.

## Origens

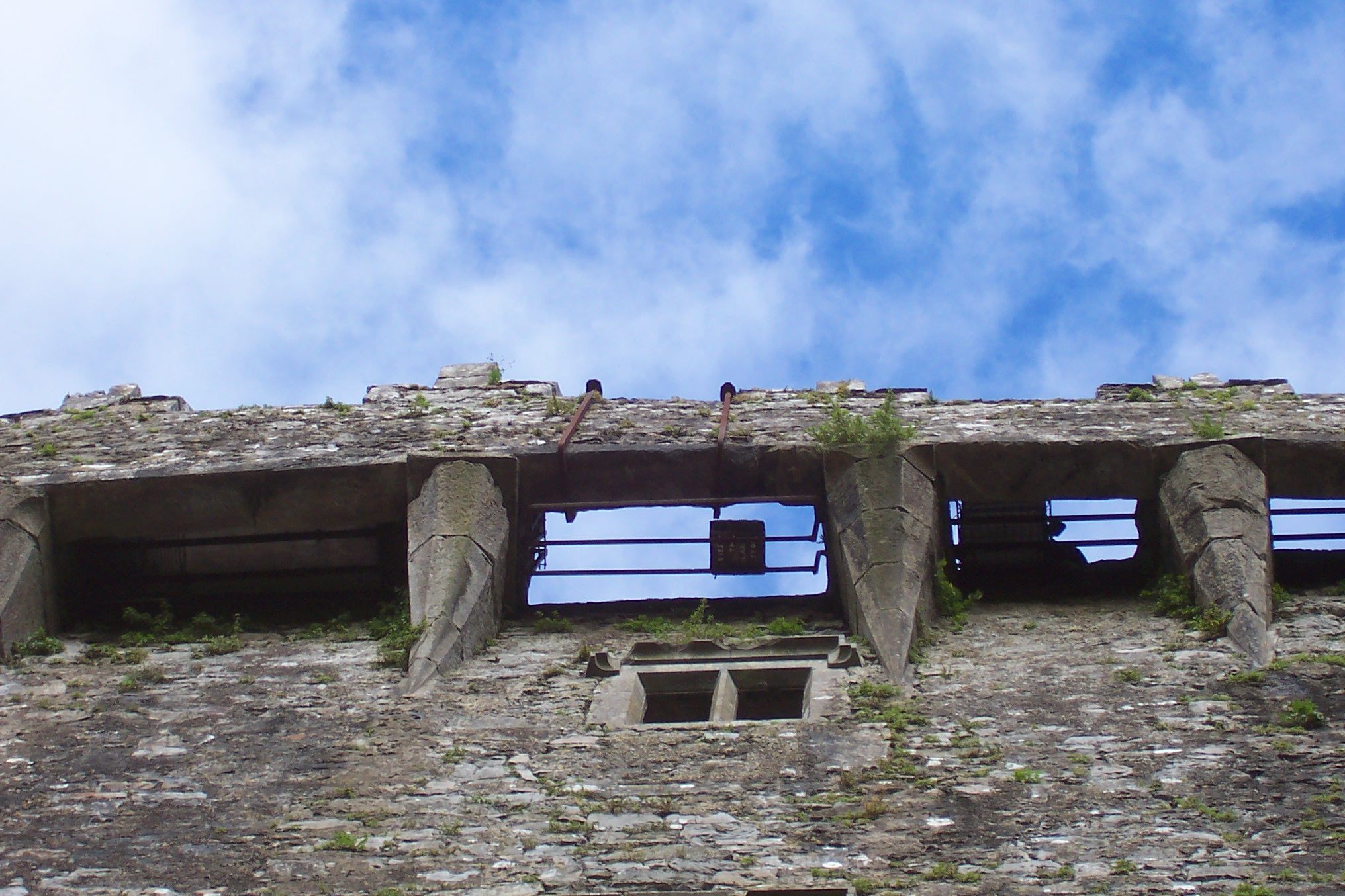
Vista da Pedra da Eloquência a partir do chão

Várias histórias tentam explicar a origem da pedra e a lenda que a cerca. Uma das primeiras envolve a deusa Clíodhna. Cormac Laidir McCarthy, o construtor do Castelo de Blarney, estando envolvido em uma demanda judicial no século XV, apelou a Clíodhna por sua assistência. Ela disse McCarthy que beijasse a primeira pedra que ele visse de manhã em seu caminho até o tribunal e ele assim o fez, de modo que ele, com sua argumentação eloquente, venceu a disputa. Assim, diz-se que a Pedra de Blarney concederia  "a habilidade de ludibriar sem ofender". MacCarthy então a incorporou ao parapeito do castelo.
Os proprietários do Castelo de Blarney listam várias outras histórias na página que mantêm na internet. Muitas supõem que a pedra originalmente esteve na Irlanda, foi levada à Escócia e depois foi retornada à Irlanda em 1314. Uma delas sugere que a pedra foi um presente a Cormac McCarthy dado por Robert I da Escócia em 1314 em reconhecimento por seu apoio na Batalha de Bannockburn. Esta lenda mantém que esta era um pedaço da Pedra da Coroação e que foi instalada no castelo de McCarthy's em Blarney. Ainda que empolgante, a lenda não leva em consideração o fato de que supõem que a pedra foi removida da Escócia 18 anos antes da batalha em Bannockburn. Além disso, análises feitas por geólogos na Universidade de Glasgow em 2014 encontraram uma assinatura geoquímica da pedra semelhante à das pedras calcárias da região.

## Ritual

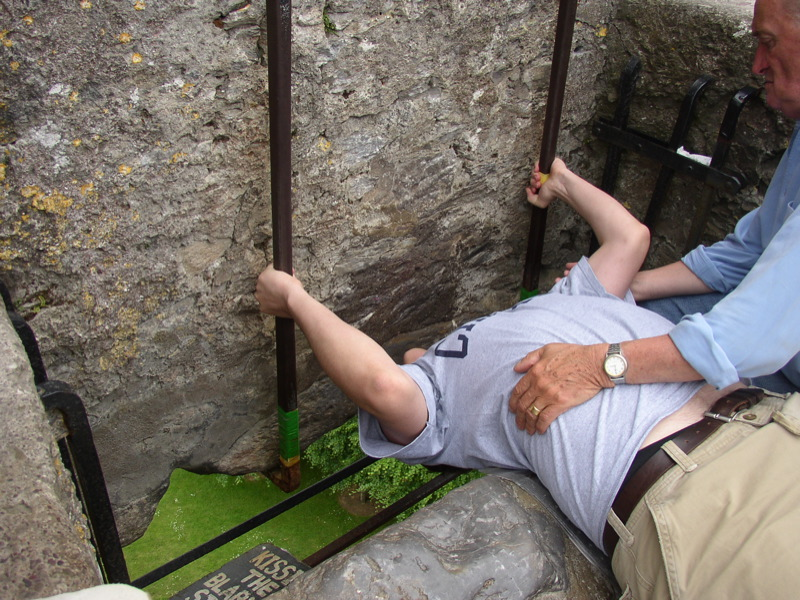
Pessoa beijando a Pedra da Eloquência

O ritual de beijar a Pedra de Blarney, de acordo com os proprietários do castelo, foi realizado por "milhões de pessoas", incluindo "estadistas mundiais, gigantes da literatura [e] lendas do cinema". O beijo, no entanto, não é tão simples de se fazer. Para tocar a pedra com os lábios, o participante deve subir ao topo do castelo e voltar-se para trás na borda do parapeito. Tradicionalmente, isto é feito com ajuda de um assistente. Embora agora o parapeito receba proteções na parte de baixo e barras de ferro forjado, o ritual ainda pode causar ataques de acrofobia, um medo extremo ou irracional de altura.

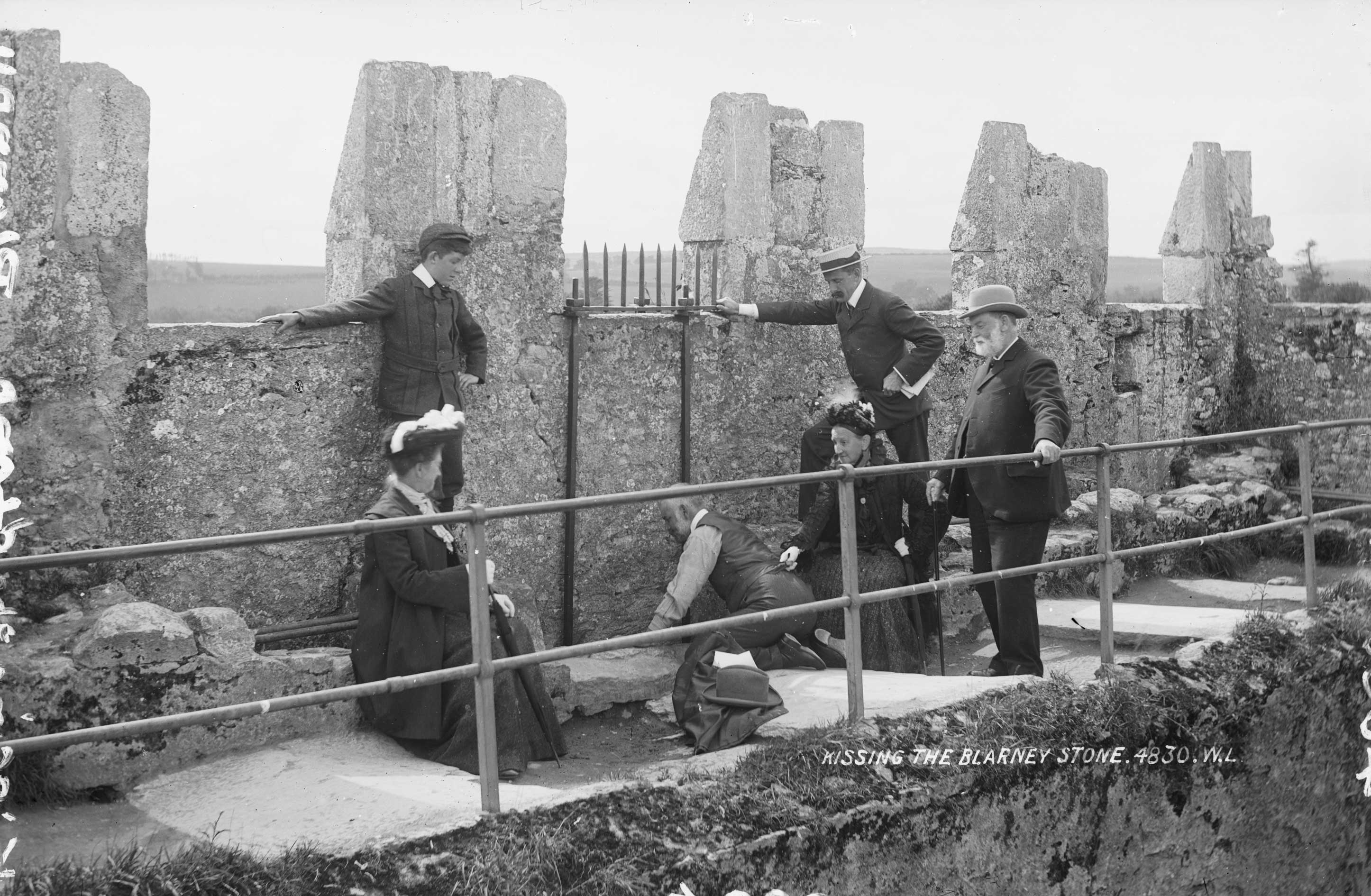
Beijando a pedra em 1897, antes da instalação das proteções de segurança.

Antes que as proteções fossem instaladas, beijar a pedra era uma atividade que implicava risco de morte e de ferimentos, uma vez que os participantes eram pegos pelos tornozelos e tinham o corpo balançado de grande altura. Na dramatização radiofônica de Sherlock Holmes intitulada "The Adventure of the Blarney Stone" (transmitida pela primeira vez em 18 de março de 1946), um homem tentanto beijar a Pedra da Eloquência cai para a própria morte. A investigação de Holmes revela que isto fora um homicídio, dado que as botas do homem haviam sido veladamente besuntadas com uma substância escorregadia antes da tentativa.
William Henry Hurlbert escreveu em 1888 que a lenda da pedra parecia ter menos de 100 anos à época, sugerindo que a tradição tenha começado no final do século XVIII. A lenda da Pedra de Blarney foi descrita em A classical dictionary of the vulgar tongue de Francis Grose, publicada em 1785.

## Lendas
Diz-se que a sinonímia de "blarney" com "lisonja vazia" or "conversa sedutora" deriva de uma de duas histórias. Uma delas é a que envolve a deusa Clíodhna e Cormac Laidir MacCarthy (vide a seção Origens). Outra lenda sugere que a Rainha Elizabeth I exigiu que Cormac Teige McCarthy, o Lorde de Blarney, fosse despojado de seus direitos às terras que detinha. Cormac viajou para ver a rainha, mas estava certo que ele não conseguiria persuadi-la a mudar de ideia se ele não fosse um bom orador. Ele encontrou uma senhora idosa no caminho que lhe disse que quem beijasse uma pedra específica no castelo de Blarney receberia o dom do discurso eloquente. Feito isso, Cormac foi ao encontro da rainha e conseguiu persuadi-la que ele não deveria ser despojado de sua terra.